# Gérard Marin
Pour les articles homonymes, voir Marin.
Gérard Marin est un journaliste français né le 28 novembre 1926 à Paris où il est mort le 26 juillet 2016.

## Biographie
Après un passage à la SNCF, il entre en 1946, à 18 ans, au Figaro.
Proche, avec Georges Verpraet, de l'Abbé Pierre lors de l'hiver 1954, il collabore à Faim et Soif, et publie en 1969 La Grande Aventure d'Emmaüs sur le mouvement Emmaüs.
Spécialiste de l'Afrique, il est chargé de couvrir la guerre d'Algérie de 1955 à 1962 ; il est présent à ce titre à la fusillade de la rue d'Isly. Il se fait plus tard connaître pour ses prises de position sur les bienfaits de la colonisation.
En 1963, il accompagne de Gaulle dans son voyage d'État à La Réunion.
Il devient en 1975 l'un des rédacteurs en chef du Figaro, avec la responsabilité des pages Radio-Télévision. En 1993, en désaccord avec Philippe Villin, il quitte le journal.
En 2012, il s'associe au projet « Notre antenne », porté par Gilles Arnaud et Philippe Milliau, qui donne naissance en 2014 à TV Libertés.

### Radio
Il prend la tête du Libre journal des médias sur Radio Courtoisie en 1993, puis devient l'un des animateurs du Libre journal de la résistance française en 2008.

### Vie privée
Époux d'Anik Marti, également journaliste, qui l'assiste dans l'animation du Libre journal des médias, il a trois filles[source insuffisante],.

### Mort
Il meurt le 26 juillet 2016 à son bureau, à l'âge de 89 ans, alors qu'il prépare son libre journal du lendemain. Il est inhumé au cimetière de Fleury (Oise).

## Ouvrages
- Les Nouveaux Français, Paris, Grasset, 1967, 317 p. (BNF 33090400)
- Avec Roland Bonnet, La Grande Aventure d'Emmaüs, Paris, Grasset, 1969, 365 p. (BNF 33090399)

## Décorations
- Chevalier de l'ordre du Mérite (1995)